# Skövde landsförsamling
Skövde landsförsamling var en församling  i Skara stift i nuvarande Skövde kommun. Församlingen uppgick 1916 i Skövde församling samt en nybildad Öms församling.
Som församlingskyrka användes Skövde kyrka

## Administrativ historik
Församlingen utbröts ur en äldre Skövde församling och uppgick 1916 i en återbildat Skövde församling samt en nybildad Öms församling.
Församlingen var annexförsamling i pastoratet Skövde stadsförsamling, Skövde landsförsamling, Ryd, Våmb, Hagelberg och (Norra) Kyrketorp som även till 1862 omfattade Sventorps, Suntetorps och Forsby församlingar.